# Sitio de Montevideo (1812-1814)
El Segundo Sitio de Montevideo, ocurrido durante la Guerra de Independencia de la Argentina, fue el cerco militar de la ciudad de Montevideo por parte de las fuerzas del Directorio de las Provincias Unidas del Río de la Plata y de auxiliares orientales contra los realistas, que se prolongó durante 612 días, desde el 20 de octubre de 1812 hasta el 23 de junio de 1814, y culminó con la caída de Montevideo en manos de las fuerzas independentistas, marcando un hito en el proceso de independencia en el Río de la Plata.

## La Revolución en la Banda Oriental
Al estallar la Revolución de Mayo en Buenos Aires, capital del Virreinato del Río de la Plata, las autoridades de la Estación Naval de Montevideo y de su cabildo se mantuvieron leales al Consejo de Regencia que gobernaba España en ausencia del rey Fernando VII.
Mientras en Buenos Aires se formaba el Ejército Argentino, fuerte en tropas de tierra, la superioridad naval estaba del lado de Montevideo.
Los primeros enfrentamientos entre Buenos Aires y Montevideo fueron navales, y de una importancia relativa: los bloqueos y bombardeos de Buenos Aires no obtuvieron mayor resultado.
Con el paso del tiempo, y derrotados los realistas en Córdoba, el Alto Perú e independizado el Paraguay, Montevideo quedó como la principal amenaza cercana a la capital de las Provincias Unidas del Río de la Plata, Buenos Aires.
A fines de 1810 había sido nombrado gobernador de Montevideo Gaspar de Vigodet, que fue reemplazado a principios del año siguiente por Francisco Javier de Elío. Este organizó la conquista de la Banda Oriental y de parte de la actual provincia de Entre Ríos. Una pequeña escuadra porteña fue destruida en el Combate de San Nicolás.
El estallido de la Revolución Oriental con el Grito de Asencio inició el alzamiento de los milicianos gauchos e indígenas de la región –dirigidos por José Artigas– contra el gobierno español de Montevideo. Con apoyo militar enviado desde Buenos Aires, estas tropas ocuparon el sur de la Banda Oriental, con excepción de Montevideo. Contra ella se inició el primer Sitio de Montevideo, dirigido por José Rondeau.

## La invasión portuguesa
El virrey español Elío, sitiado en Montevideo, vio como única salida el auxilio de las tropas portuguesas del Brasil, y solicitó su concurso para derrotar a los revolucionarios. El 17 de julio cruzó la frontera un ejército de 3000 soldados portugueses enviados por el gobernador de la Capitanía de Río Grande de San Pedro, Diego de Souza. Todos los pueblos del este y del norte del actual territorio uruguayo fueron ocupados por tropas portuguesas, iniciando la invasión portuguesa de 1811.
La Junta de Gobierno porteña se vio obligada a negociar con Elío, máxime cuando su situación militar había cambiado radicalmente con la derrota en la batalla de Huaqui y se había perdido todo el Alto Perú.
Las primeras negociaciones fracasaron, y pronto la Junta fue reemplazada por el Primer Triunvirato el 23 de septiembre de 1811. Este tuvo una actitud mucho más prudente en cuanto al desarrollo de la guerra, prefiriendo las soluciones diplomáticas a las bélicas.
Como resultado, el 20 de octubre de 1811 se firmó un armisticio entre el Primer Triunvirato y el virrey Elío, el cual establecía el cese de las hostilidades, el levantamiento del bloqueo naval sobre Buenos Aires, el reconocimiento de la soberanía de Fernando VII por ambas partes, la autoridad de Elío como virrey sólo sobre Montevideo y el territorio cedido, y la retirada de las tropas revolucionarias –y portuguesas– de la Banda Oriental y de las villas entrerrianas de Concepción del Uruguay, Gualeguay y Gualeguaychú.

## El Éxodo del Pueblo Oriental
Las tropas de Rondeau habían levantado el sitio el día 12, seguidas por las milicias de Artigas. Este se retiró hacia el río Uruguay, seguido por la gran mayoría de la población rural de la Banda Oriental, en el llamado Éxodo Oriental, en el cual tomaron parte unas catorce o dieciséis mil almas. Los orientales se sintieron abandonados en plena lucha y rechazaron las condiciones del acuerdo con Elío.
Tras deambular por ambas costas del río Uruguay, la población y las milicias orientales se instalaron en el Campamento del Ayuí, en la actual Entre Ríos, mientras partidas sueltas luchaban contra los invasores portugueses.
El 15 de noviembre de 1811 el Triunvirato nombró a Artigas Teniente Gobernador Justicia Mayor y Capitán de Guerra del Departamento de Yapeyú y sus partidos, con mando sobre los 10 pueblos misioneros sujetos al control de Buenos Aires.
Por su parte, Elío fue mandado llamar a España, debido a que el gobierno español pretendía aplastar a los independentistas sin aceptar ningún acuerdo.
Souza fue notificado de que su ejército debía retroceder al Brasil, pero se negó a regresar: exigió como condición para su partida la disolución de las milicias de Artigas –que no había evacuado totalmente el territorio oriental– y garantías de que esas fuerzas no atacarían poblaciones portuguesas.
El nuevo gobernador realista de Montevideo, Gaspar de Vigodet, también exigió al Triunvirato acciones contra Artigas. Con el frente norte ya estabilizado, el Triunvirato le respondió que prestaría ayuda a Artigas. Dando por roto el armisticio, Vigodet reanudó las hostilidades el 31 de enero de 1812.
Artigas destacó a Fernando Otorgués y a Fructuoso Rivera hacia las Misiones. Tras breve resistencia, recuperaron sucesivamente los pueblos de Santo Tomé, Yapeyú y La Cruz.
En febrero de 1812 el ejército oriental sumaba cuatro a cinco mil hombres armados de fusiles, carabinas y lanzas, incluyendo cuatro centenares de charrúas, una división de quinientos pardos y otro tanto de indios sin armas de Yapeyú. Poseen un obús y nueve cañones de 2, 3 y 4 pulgadas.
En abril de 1812, el Triunvirato envió a Diego de Souza un ultimátum exigiendo su inmediata retirada, además de nombrar a Artigas jefe de las operaciones contra los portugueses, y enviarle el Regimiento de Pardos y Morenos al mando de Miguel Estanislao Soler y 20 000 pesos conducidos por Ventura Vázquez.
Un nuevo ataque portugués obligó a las fuerzas de Artigas a repasar el río Uruguay hacia Entre Ríos, aunque poco a poco pudieron recuperar posiciones al este del Uruguay. El 4 y el 6 de mayo fue atacado el pueblo de Santo Tomé, pero los portugueses fueron rechazados.
El gobierno de Buenos Aires ordenó a Artigas regresar al Campamento del Ayuí, dado que Lord Strangford había conseguido el 26 de mayo la firma del Tratado Rademaker-Herrera, que determinaba la retirada de las tropas portuguesas al Brasil, dejando las manos libres a las Provincias Unidas para volver a atacar Montevideo.
Souza volvió a desconocer el acuerdo, pero –tras nuevos enfrentamientos– recibió orden del rey Juan VI de suspender los combates y retirarse de la Banda Oriental, orden que finalmente cumplió el 13 de junio. Pocos días después, el comandante de las Misiones ocupadas por Portugal, Francisco das Chagas Santos, intentó atacar La Cruz, defendida por fuerzas correntinas, pero Galván le comunicó que habían cesado las hostilidades y se retiró.
Pese los intentos de Vigodet de evitarlo, el armisticio sería ratificado el 13 de septiembre. Por otro lado, ha de mencionarse que muchos de los orientales que se negaron a seguir en su éxodo a Artigas terminaron por huir a Montevideo; a finales de año el gobernador tenía en su ciudad 3500 a 4000 refugiados.
Los portugueses no evacuaron completamente sus fuerzas a los límites establecidos antes de la invasión, quedando en su poder la región de los actuales municipios de Uruguayana, Quaraí, Santana do Livramento y Alegrete, y parte de Rosário do Sul, Dom Pedrito y Bagé.

## Inicio del Segundo Sitio de Montevideo
En abril de 1812, el Triunvirato envió a uno de sus miembros, Manuel de Sarratea, a ponerse al mando del ejército instalado en Entre Ríos.
Instalado a una legua del campamento de Artigas, Sarratea comenzó a tener conflictos con este, que no lo reconocía como a su superior. Debido a esto el triunviro se dedicó a seducir a los oficiales del ejército de Artigas para que se incorporaran al suyo, logrando que se pasaran a sus fuerzas unos 2000 hombres. Como igualmente el jefe oriental conservó unos 1500 soldados y la mayor parte de la población, Sarratea lo declaró traidor, aunque no obtuvo apoyo del gobierno.
En septiembre, la vanguardia del ejército de Sarratea, comandada por Rondeau, cruzó el río Uruguay e inició la marcha sobre Montevideo. Simultáneamente, las tropas de Artigas y la población que lo habían seguido iniciaron su regreso a la Banda Oriental, aunque no participaron en las operaciones.
Poco después llegaba a Buenos Aires la noticia de la victoria en la batalla de Tucumán, que significó un enorme descrédito para el Primer Triunvirato, que había ordenado la retirada del Ejército del Norte hasta Córdoba, abandonando a los realistas toda la Intendencia de Salta del Tucumán. Un golpe de Estado protagonizado por el coronel José de San Martín derrocó al Triunvirato y lo reemplazó por el llamado Segundo Triunvirato.
Tanto el período del Segundo Triunvirato, como de los dos primeros Directores Supremos estuvieron signados por la actuación de la Logia Lautaro, que dirigió su política exterior, interior y bélica. El Segundo Triunvirato y el primer Directorio tuvieron una actitud más decidida en la defensa militar del joven estado, y en la pretensión de instaurar su poder sobre todo el territorio que había formado parte del Virreinato.
El 20 de octubre, poco después de recibir la noticia de la caída del Triunvirato, el ejército patriota ponía sitio nuevamente a Montevideo. El 31 de diciembre, sin saber que la noche anterior los sitiadores habían recibido refuerzos, los realistas atacaron el campamento sitiador, pero fueron duramente derrotados en la batalla de Cerrito.

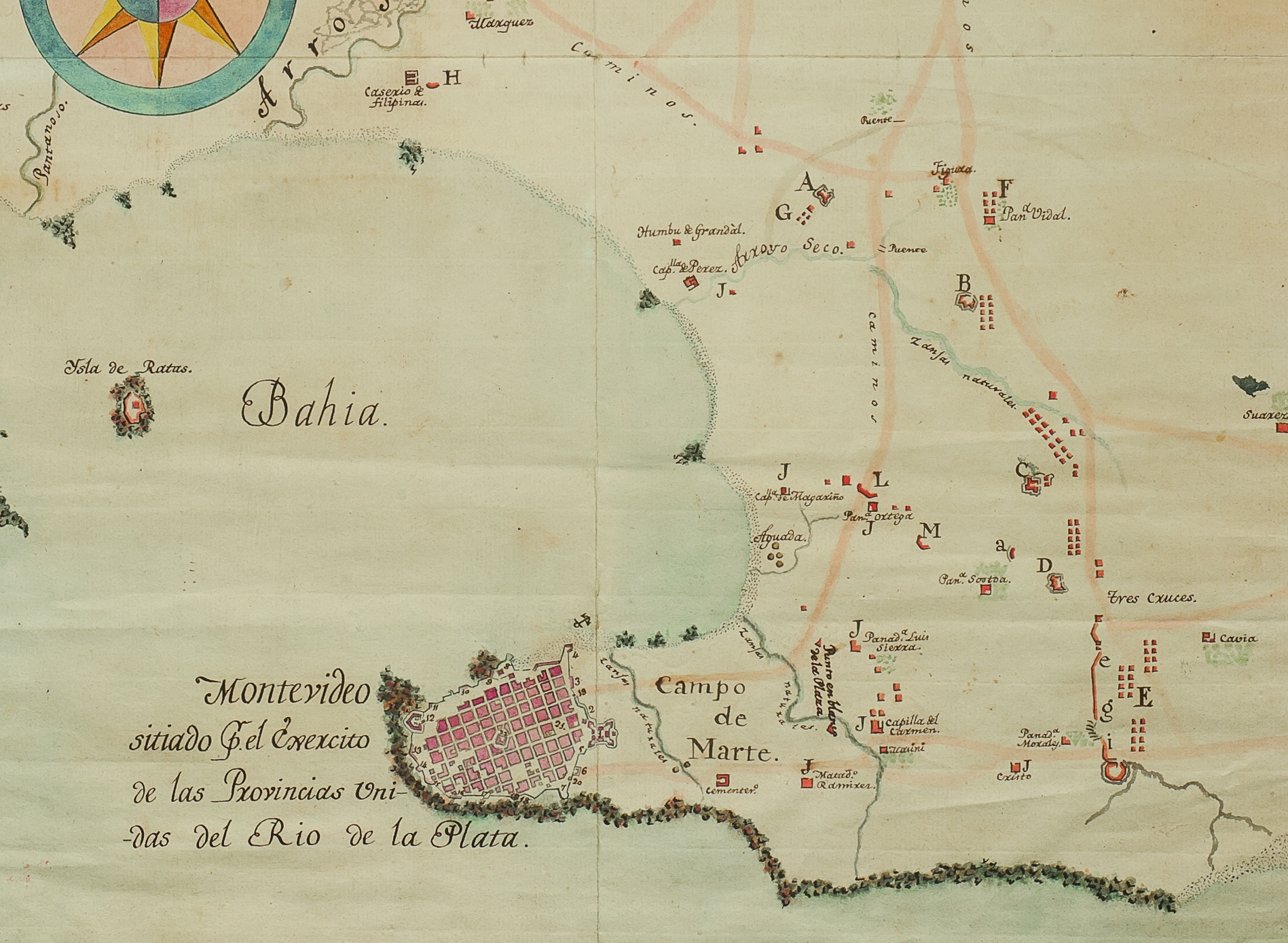
Montevideo española, y las fuerzas sitiadoras en 1813.

La ciudad sitiada pudo resistir debido a su indiscutible superioridad naval, pero sus defensores no volverían a intentar defenderse en tierra. No obstante, justamente durante el año 1813 comenzaron a llegar nuevos refuerzos a la ciudad sitiada. Mientras que entre los años 1811 y 1812 habían llegado menos de 800 hombres desde España, en 1813 fueron enviados 3440 hombres a Montevideo, de los cuales murieron unos 400 en un naufragio. Hasta entonces se había preferido reforzar a los ejércitos que luchaban en el Virreinato de Nueva Granada y en el de Nueva España, pero ese año el 37 % de las tropas enviadas a América lo fueron al puerto de Montevideo.
Faltos de territorio que los proveyera de víveres, los realistas de Montevideo lanzaron sucesivos ataques a la costa de los ríos Uruguay y Paraná, que saqueaban impunemente. Pero la sonora victoria de los Granaderos a Caballo del coronel José de San Martín en el combate de San Lorenzo, el 3 de febrero de 1813, inhibió a los realistas para nuevas incursiones. Desde entonces, la ciudad debió bastarse a sí misma.

## Ruptura con Artigas
El nuevo gobierno rioplatense accedió finalmente a reconocer a Artigas la autoridad que tenía sobre las fuerzas de su mando, y ordenó a Sarratea regresar a Buenos Aires a principios de 1813.

Rondeau convoca al coronel Artigas, al campamento del Cerrito para su entrada solemne como integrante del ejército sitiador de Montevideo, el 26 de febrero de 1813:
| "Mañana es el día glorioso que realiza su unión a este ejército, al frente de las divisiones de su mando, el señor coronel don José Artigas. Tan plausible acto debe ser solemnizado con demostraciones públicas. Cuadrando que dicho señor coronel Artigas haga su entrada hasta su alojamiento por la calle que forma la línea de los campamentos, dispondrá V.S. forme mañana la división de su mando y al pasar aquél, las Músicas tocarán marcha y las tropas echarán armas al hombro, continuando así hasta pasar la retaguardia. ...artillería ha de colocar todas las piezas de á 8", en el Cerrito p.a saludar..." Rondeau. |

Artigas se sumó con sus fuerzas al sitio de Montevideo, poniéndose a órdenes de Rondeau, pero conservando cierta autonomía.
Durante el resto del año 1813, la acción en el sitio de Montevideo se limitó a algunas escaramuzas. El sitio de Montevideo se prolongaba, evidenciando la abundancia de recursos de los defensores y la falta de medios de los atacantes. El regimiento de  Blandengues orientales y las demás divisiones orientales bajo el coronel Artigas estaba estacionado en la zona de Tres Cruces cerca de la quinta de Cavia (Manuel José Sáenz de Cavia). Su emplazamiento contaba con un reducto, una batería, un parapeto y estaba rodeado por una zanja y por el tunal.
El nuevo Triunvirato convocó a la Asamblea General Constituyente, que llevó adelante importantes avances legislativos y abandonó casi por completo la Máscara de Fernando VII, es decir, el discurso sobre la supuesta continuación de la soberanía del rey Fernando VII.
Las relaciones entre Artigas y el gobierno porteño habían empeorado: el rechazo de los diputados orientales a la Asamblea del Año XIII y la elección de otros, prácticamente nombrados por Rondeau, llevaron a su máxima tensión el conflicto entre las intenciones de independencia inmediata y de organización federal propugnada por Artigas, con el centralismo y la moderación de la política del gobierno porteño.
A fines de enero de 1814, las tropas leales a Artigas abandonaron el sitio y se retiraron a la costa del río Uruguay. La razón de este abandono estaba en el convencimiento por parte de los orientales de que el gobierno porteño pretendía gobernar el país como una dependencia de Buenos Aires.
La Asamblea reaccionó concentrando el poder: el último día de enero de 1814 la Asamblea nombró Director Supremo de las Provincias Unidas del Río de la Plata a uno de los triunviros, Gervasio Antonio de Posadas.
Entre las primeras medidas del gobierno de Posadas estuvo la de declarar a Artigas "traidor a la Patria" y poner precio a su cabeza. Envió un ejército a enfrentar a las montoneras federales de Artigas. De este modo comenzó la guerra entre Artigas y el Directorio, la primera de las guerras civiles argentinas.
El ejército enviado a enfrentar a Artigas –que después de vencerlo debía engrosar el sitio– fue derrotado en el combate de El Espinillo, el 22 de febrero. En rápida sucesión, los territorios de Corrientes y Misiones, y los pueblos del interior de la Banda Oriental se pronunciaron a favor del federalismo propugnado por Artigas, de modo que las fuerzas sitiadoras no recibieron refuerzo alguno.
El gobernador Vigodet creyó que Artigas, pronunciado contra el gobierno central rioplatense, podría ser incorporado al ejército del Rey, pero el caudillo se negó por completo.

## Guerra naval

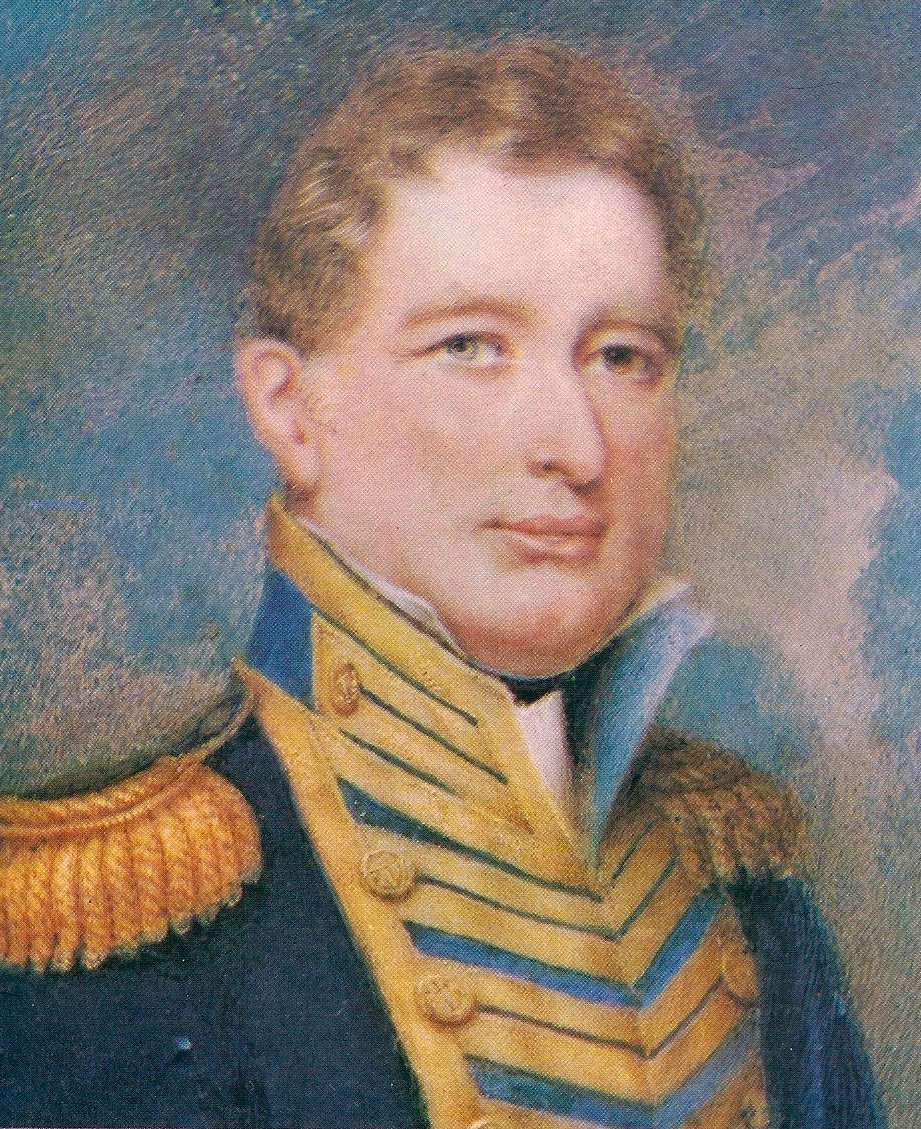
Guillermo Brown, vencedor de los realistas en el Río de la Plata

Con el paso del tiempo, la situación en España se había ido revirtiendo y, finalmente, Fernando VII regresó al trono español. La política francamente absolutista del rey conllevaba también una actitud más agresiva en contra de los estados independizados del imperio, rechazando cualquier arreglo que no significara lisa y llanamente una vuelta a la situación anterior de dependencia absoluta.
El Director Supremo dedicó todos sus esfuerzos a ocupar Montevideo, para evitar que sirviera como puerto de llegada de alguna expedición reconquistadora. Una gran expedición de 10 600 hombres dirigida por el general Pablo Morillo había sido preparada para reconquistar el Río de la Plata, pero su organización tomó demasiado tiempo, y dio lugar a una activa campaña para conquistar la cabeza de puente de Montevideo. Finalmente se dirigiría a Venezuela.
El gobierno revolucionario creó una pequeña flota, con la misión de disputar a los realistas el control de los ríos interiores y el estuario del Plata. El comando de todos los buques estaba en manos de marinos extranjeros, incluido su comandante, el irlandés Guillermo Brown.
Este dirigió su flotilla contra la isla Martín García, donde venció a la escuadra del capitán Jacinto Romarate y ocupó la estratégica isla, obligando a los barcos realistas a retirarse remontando el río Uruguay el 15 de marzo. Los buques enviados en su persecución fueron derrotados en el combate de Arroyo de la China. No obstante, los barcos de Romarate permanecieron en Concepción del Uruguay hasta el final de la guerra.
La noticia del inminente regreso de Fernando VII al trono español obligó a acelerar las acciones: el 20 de abril, la flota de Brown ancló frente a Montevideo, declarando el bloqueo naval a la ciudad. La escuadra realista comandada por Miguel de la Sierra, salió de Montevideo a enfrentar a Brown, pero en el combate naval del Buceo, librado entre los días 15 y 17 de mayo, la mayor parte de los buques realistas fueron capturados o destruidos. Varios de los buques restantes huyeron en dirección a España, y unos pocos buques menores se encerraron en el puerto de Montevideo.
El cerco sobre la ciudad estaba completo, y la superioridad naval realista había desaparecido.

## Caída de Montevideo

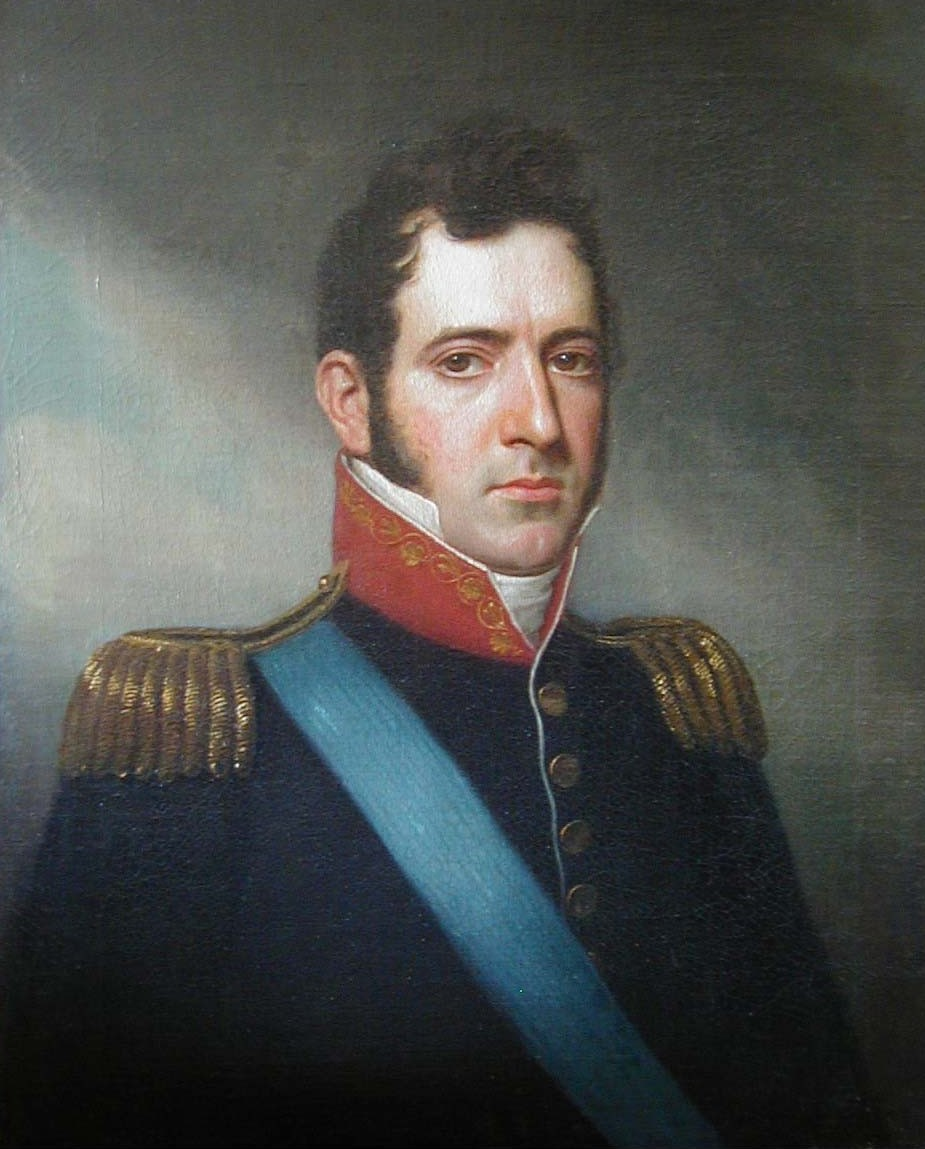
Carlos María de Alvear fue quien tomó la ciudad de Montevideo

Rondeau comandaba 4000 hombres en el sitio y Vigodet contaba con 5000 para defender la ciudad. En consonancia con su intención de acelerar la victoria en el frente este, Posadas encargó a su sobrino, el coronel Carlos María de Alvear, nuevas unidades militares. Más de 1500 hombres fueron enviados al sitio de Montevideo, bajo el mando de Alvear, que reemplazó a Rondeau al frente del sitio. Sugestivamente, Alvear tomó el mando el día 17 de mayo, cuando la victoria de la flota de Brown ya era completa.
De inmediato, Alvear negoció con Vigodet la entrega de Montevideo, llegándose a un acuerdo por el cual los realistas podrían retirarse a España con sus barcos y armas, mientras que los patriotas tomarían Montevideo en depósito, en nombre de Fernando VII. Pero Alvear, amparándose en la falta de ratificación del acuerdo por Posadas, ingresó a la ciudad el 23 de junio, tomando prisioneros a los realistas y capturando todo su armamento.

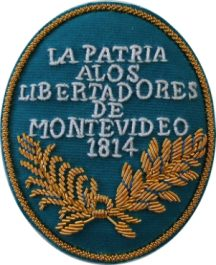
Escudo honorífico otorgado a las tropas tras la toma de Montevideo.

El 22 de junio las fuerzas realistas entregaron la Fortaleza del Cerro a tropas del Regimiento N.º 2, quienes izaron la bandera rojigualda según lo estipulado en la capitulación. El 23 de junio las llaves de la ciudad fueron entregadas a Nicolás de Vedia, frente a las tropas del Regimiento N.º 6 de Pardos y Morenos encabezado por Miguel Estanislao Soler, tras lo cual las tropas realistas comenzaron a salir por el Portón de San Juan, mientras que las tropas patriotas ingresaban por el Portón de San Pedro encabezadas por Alvear con su escolta y estado mayor. Le siguieron luego el Regimiento N.º 3 de la Estrella (al mando de Juan S. Fernández), Regimiento N.º 9 de Infantería (al mando de Pagola), los zapadores al mando de Holmberg y de Oyuela, la artillería del Regimiento de Artillería de la Patria (al mando de Matías de Irigoyen), 2 escuadrones del Regimiento de Granaderos a Caballo (con Matías Zapiola al frente), el resto del Regimiento de Pardos y Morenos con Francisco Zelada al frente, 4 escuadrones de dragones comandados por Hortiguera y por Pico, un piquete de caballería la mando de Pinto, el Regimiento N.º 8 de infantería, y finalmente Valdenegro con las fuerzas de vanguardia.
El 7 de julio de 1814 el coronel José Moldes presentaba las ocho banderas capturadas a la Asamblea.
Vigodet sería puesto en libertad poco después, junto con todos los oficiales, pero las tropas de origen americano —y africano— y el armamento engrosaron el ejército independentista: fueron tomados 7000 prisioneros, 500 cañones, 9000 fusiles y 99 embarcaciones.
La caída de Montevideo significó el fin de la amenaza realista sobre el Río de la Plata, que había durado cuatro años, y proveyó abundantemente a los ejércitos rioplatenses de armamento, vestuarios y municiones.
Tras la captura de Montevideo, que se debió casi exclusivamente a la escuadra de guerra, ésta fue desmantelada para cancelar deudas.

## Montevideo y la guerra civil
La caída de Montevideo no significó el final de los problemas en el frente oriental, sino un cambio en su naturaleza. Pese a su promesa de entregar la ciudad a los hombres de Artigas, Alvear atacó a sus lugartenientes y colocó en el gobierno de la ciudad rendida a Nicolás Rodríguez Peña.
La guerra civil continuó durante varios meses, con muchos altibajos, obligando a mantener tropas en la Banda Oriental y en Entre Ríos que no pudieron ser enviadas a reforzar el único frente que aún existía contra los realistas, en el Norte.
En enero del año siguiente, tras la victoria de Artigas en la batalla de Guayabos, el general Alvear, nuevo Director Supremo, accedió a acordar una precaria paz con este y entregarle el control de la Provincia Oriental, no sin antes saquear, el 4 de marzo de 1815 la ciudad de Montevideo, antes de retirarse.
La última posesión española en la zona, Carmen de Patagones, se rendiría a las Provincias Unidas el 23 de diciembre de 1814.